# Кратер вічної тіні

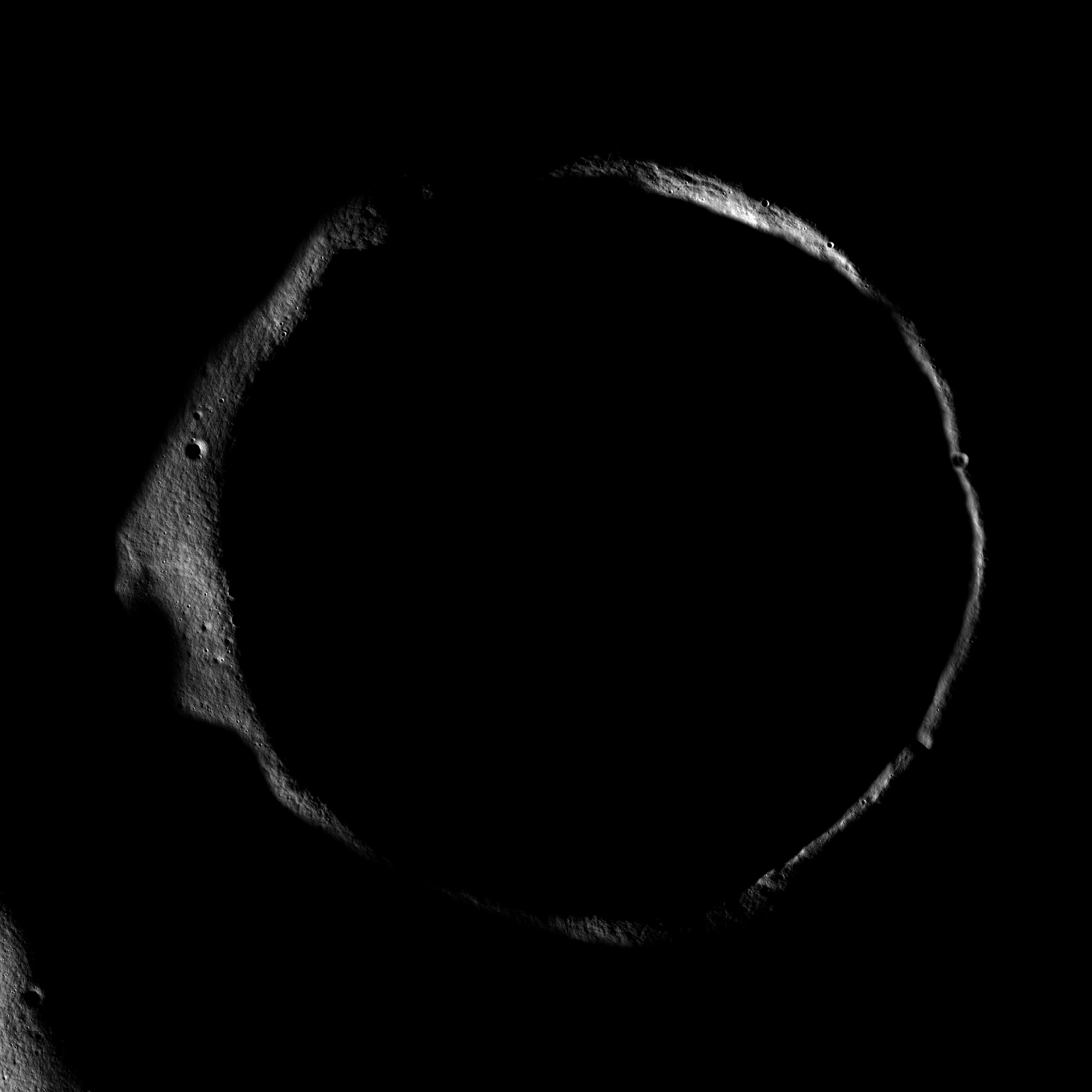
Кратер Ерлангер на Місяці є зразком кратера вічної тіні.

Кратер вічної тіні — це заглиблення на тілі в Сонячній системі, усередині якого знаходиться точка, яка завжди знаходиться в темряві.
Станом на 2019 рік відомо про 324 постійно затінені області на Місяці. Такі області також існують на Меркурії і Церері.

## Розташування
Такі кратери повинні розташовуватись у високих широтах (біля полюсу) і на тілах з дуже маленьким нахилом осі. На Місяці нахил осі близько 1,5°; на Меркурії — 0,03°; а на Церері близько 4°.
На Місяці постійна тінь може існувати на широтах не нижче 58°; приблизно 50 вічно затінених регіонів знаходиться у проміжку 58—65° широти на обох півкулях Місяця.
Сукупна площа постійно затінених областей Місяця становить близько 31 тис. км2; більше половини припадає на південну півкулю.

## Умови всередині кратерів
Кратери вічної тіні можуть бути корисними для дослідження космосу та колонізації, оскільки вони зберігають джерела водяного льоду, який можна перетворити на питну воду, придатний для дихання кисень і ракетне паливо. Кілька таких кратерів демонструють ознаки водяного льоду всередині, включаючи кратери Рождественський і Кабео на Місяці та кратер Джулінг на Церері. Інші леткі речовини, крім води, також можуть бути захоплені в таких кратерах, наприклад ртуть. Крім того, місія LCROSS знайшла самородне срібло та золото в постійно затінених кратерах на Місяці, які, ймовірно, принесені туди електростатичним переносом пилу, а також деякі непереконливі докази наявності платини. За даними LCROSS, вміст золота в ґрунті становив 0,52 %, а ртуті — 0,39 %. Цей високий вміст ртуті був відзначений як можлива небезпека для здоров'я від води, отриманої з постійно затінених кратерів.
Кратери можуть також накопичувати незвично високі концентрації гелію-3.
Аналіз економічної ситуації показує, що видобуток палива в кратерах може стати прибутковим комерційним підприємством.

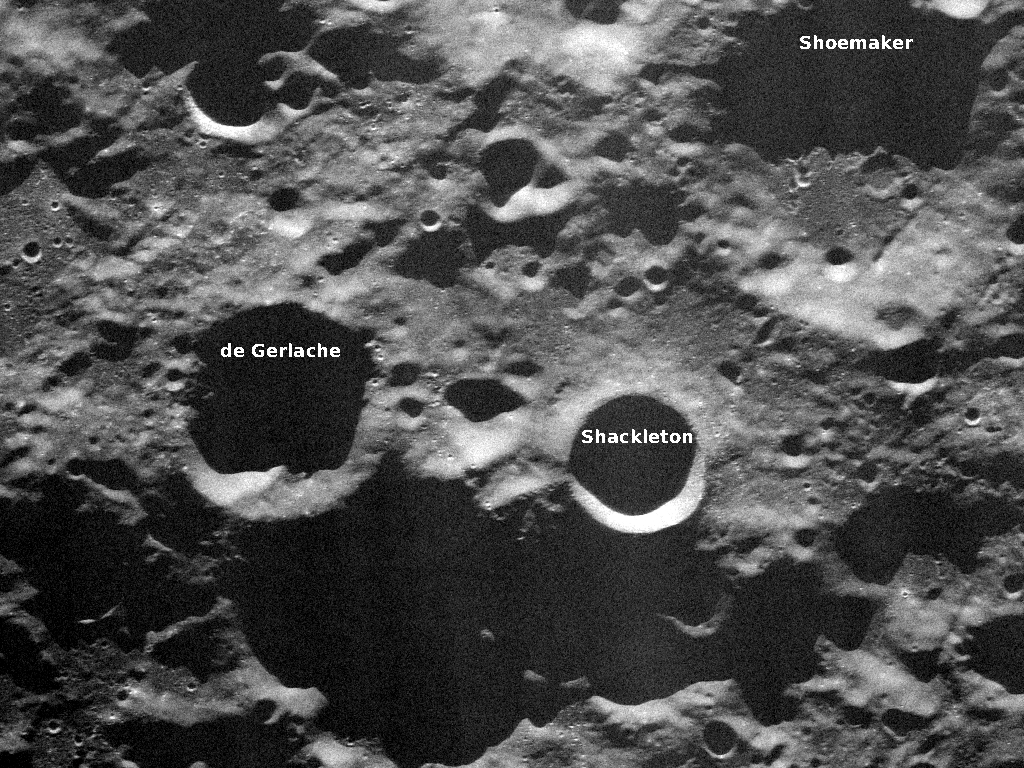
Місячний кратер Шеклтон, зображений земним радаром

У деяких випадках поруч знаходяться піки вічного світла, що може бути вигідним для виробництва сонячної енергії. Наприклад, біля кратера Шеклтон є дві вершини, які освітлені разом ~94 % місячного року.
Постійно затінені області мають стабільну температуру поверхні. На Місяці температура коливається десь на рівні 50 Кельвінів або нижче. Інша оцінка температури становить від 25 К до 70 К. Низькі температури роблять ці регіони бажаними місцями для майбутніх інфрачервоних телескопів.
З іншого боку, комп'ютерне моделювання показує, що потужні сонячні бурі можуть заряджати ґрунт у постійно затінених регіонах поблизу місячних полюсів і, можливо, створювати «іскри», які можуть випаровувати та розплавляти ґрунт.
Існують інші унікальні проблеми таких регіонів: темне середовище, яке обмежує здатність марсоходів сприймати оточення, кріогенний реголіт, по якому важко рухатися, і перебої у зв'язку.

## Планетарний захист
У 2020 році НАСА присвоїло постійно затіненим регіонам Місяця статус «чутливого місцезнаходження», щоб уникнути їх забруднення. Інститут SETI має контракт на управління заходами планетарного захисту для НАСА.

## Список
Нижче наведено неповний список таких кратерів:

### Місяць
- Шеклтон
- Шумейкер
- Ерлангер[20]
- Сильвестр[en][21]
- Кабео[28]
- Рождественський[28]
- Малаперт[11]

### Меркурій
- Чао Мен-Фу[en][29][30]
- Кандинський[en][31]
- Петроній[32]
- Прокоф'єв[en][33]
- Толкіен[en][34]

### Церера[5]
- Juling[35]

## Дослідницькі місії

### Минулі
2009 року LCROSS відправив ударник у кратер Кабео, що призвело до виявлення води у викинутому матеріалі.
2012 року проєкт Lyman Alpha Mapping на борту Lunar Reconnaissance Orbiter НАСА виявив, що постійно затінені області мають пористу, порошкоподібну поверхню, що вказує на наявність водяного льоду.
2018 року аналіз результатів Moon Mineralogy Mapper підтвердив існування відкладень водяного льоду в постійно затінених кратерах і тріщинах, з більшою кількістю біля південного полюса.

### Поточні
Lunar Flashlight був запущений у грудні 2022 року додатковим корисним навантаженням для місії Hakuto-R Mission 1.
Створено камеру під назвою ShadowCam, яка здатна робити зображення з високою роздільною здатністю постійно затінених областей. Це прилад НАСА, який літає на борту місячного орбітального апарату Korea Pathfinder Lunar Orbiter (KPLO) з 2022 року.
Місія Міжнародної місячної обсерваторії передбачає посадку біля кратера Малаперт.